# NGC 5818
NGC 5818 је лентикуларна галаксија у сазвежђу Волар која се налази на NGC листи објеката дубоког неба.
Деклинација објекта је + 49° 49' 19" а ректасцензија 14h 58m 58,3s. Привидна величина (магнитуда) објекта NGC 5818 износи 13,8 а фотографска магнитуда 14,8. NGC 5818 је још познат и под ознакама UGC 9643, MCG 8-27-46, CGCG 248-39, NPM1G +50.0301, PGC 53530.